# Yuki Ohashi
Yuki Ohashi (大橋 祐紀, Ohashi Yūki, urodzony 27 lipca 1996 w Matsudo) – japoński piłkarz grający na pozycji napastnika w Blackburn Rovers w angielskiej EFL Championship oraz reprezentacji Japonii.

## Kariera klubowa

### Kariera juniorska
Ohashi jest wychowankiem akademii JEF United Chiba. W 2018, grając dla Chuo University na 2. poziomie Kanto University Soccer League Ohashi strzelił 21 goli, ustanawiając ligowy rekord i przyczyniając się do mistrzostwa i awansu drużyny.

### Shonan Bellmare
W czerwcu 2018 klub Shonan Bellmare występujący w J-League ogłosił transfer Ohashiego. Swój ligowy debiut zaliczył 1 grudnia 2018, wchodząc z ławki rezerwowych w meczu przeciwko Nagoya Grampus. 18 lutego 2023, w inauguracyjnym meczu sezonu J-League przeciwko Sagan Tosu, Ohashi zdobył hat-tricka, przyczyniając się do zwycięstwa 5:1.

### Sanfrecce Hiroszima
W styczniu 2024 Ohashi przeszedł do Sanfrecce Hiroszima w J-League. W ligowym debiucie dla klubu przeciwko Urawa Red Diamonds strzelił dwa gole, które okazały być się jedynymi w meczu, zakończonym zwycięstwem Sanfrecce 2:0.

### Blackburn Rovers
31 lipca 2024 Ohashi dołączył do Blackburn Rovers w angielskiej Championship za nieujawnioną kwotę, podpisując 3–letni kontrakt. Swój ligowy debiut zaliczył 9 sierpnia 2024 w zwycięstwie 4:2 przeciwko Derby County, wchodząc z ławki rezerwowych i zdobywając ostatnią bramkę dla Rovers. Ohashi stał się także pierwszym od ponad 70 lat zawodnikiem Blackburn, który strzelił gola w każdym ze swoich trzech pierwszych występów dla klubu, zdobywając bramki w meczach przeciwko Stockport County i Norwich City. Japończyk w debiutanckim sezonie 2024/25 strzelił 9 goli w lidze – najwięcej spośród wszystkich zawodników Rovers.

## Kariera reprezentacyjna
Ohashi został powołany po raz pierwszy do reprezentacji Japonii na mecze eleminacji do Mistrzostw Świata 2026 w listopadzie 2024. Zadebiutował 15 listopada, wchodząc z ławki rezerwowych w meczu przeciwko Indonezji zakończonym zwycięstwem 4:0.

## Statystyki

### Klubowe
(aktualne na dzień 6 lipca 2025)
| Klub                | Sezon              | Liga               | Liga  | Liga | Puchar Kraju | Puchar Kraju | Puchar Ligi | Puchar Ligi | Inne  | Inne | Suma  | Suma |
| Klub                | Sezon              | Dywizja            | Mecze | Gole | Mecze        | Gole         | Mecze       | Gole        | Mecze | Gole | Mecze | Gole |
| ------------------- | ------------------ | ------------------ | ----- | ---- | ------------ | ------------ | ----------- | ----------- | ----- | ---- | ----- | ---- |
| Shonan Bellmare     | 2018               | J1 League          | 1     | 0    | 0            | 0            | 0           | 0           | 0     | 0    | 1     | 0    |
| Shonan Bellmare     | 2019               | J1 League          | 5     | 1    | 0            | 0            | 4           | 0           | 0     | 0    | 9     | 1    |
| Shonan Bellmare     | 2020               | J1 League          | 7     | 0    | 0            | 0            | 2           | 0           | —     | —    | 9     | 0    |
| Shonan Bellmare     | 2021               | J1 League          | 31    | 4    | 2            | 0            | 3           | 0           | —     | —    | 36    | 4    |
| Shonan Bellmare     | 2022               | J1 League          | 23    | 2    | 1            | 0            | 7           | 1           | —     | —    | 31    | 3    |
| Shonan Bellmare     | 2023               | J1 League          | 23    | 13   | 2            | 1            | 1           | 2           | —     | —    | 26    | 16   |
| Shonan Bellmare     | Ogólnie            | Ogólnie            | 90    | 20   | 5            | 1            | 17          | 3           | 0     | 0    | 112   | 24   |
| Sanfrecce Hiroszima | 2024               | J1 League          | 22    | 11   | 1            | 1            | 4           | 4           | —     | —    | 27    | 16   |
| Blackburn Rovers    | 2024/25            | Championship       | 36    | 9    | 0            | 0            | 2           | 1           | —     | —    | 38    | 10   |
| Ogólnie w karierze  | Ogólnie w karierze | Ogólnie w karierze | 148   | 40   | 6            | 2            | 23          | 8           | 0     | 0    | 177   | 50   |

1. ↑  Występy w Pucharze Cesarza
2. ↑  Występy w Pucharze J.League i Pucharze Ligi Angielskiej

### Reprezentacyjne
(aktualne na dzień 6 lipca 2025)
| Reprezentacja | Rok     | Mecze | Gole |
| ------------- | ------- | ----- | ---- |
| Japonia       | 2024    | 1     | 0    |
| Japonia       | 2025    | 1     | 0    |
| Ogólnie       | Ogólnie | 2     | 0    |